# Morimopsis glabripennis
Morimopsis glabripennis là một loài bọ cánh cứng trong họ Cerambycidae.